# 四国女子サッカーリーグ
四国女子サッカーリーグ（しこくじょしサッカーリーグ）は、日本の四国地方の4県（香川県、徳島県、愛媛県、高知県）に所在する女子（第5種）登録チームが参加する女子サッカーリーグである。日本全国に9つある地域リーグのひとつであり、日本の女子サッカーリーグ編成において4部に相当する。

## 概要

### 2019年以降
各県女子サッカーリーグの上位カテゴリとなり、各県リーグとの間で昇格・降格が生じるようになった。
6チームによるホーム&アウェイの2回戦総当たり制。次年度の四国女子リーグ参入希望チームがいる場合、5位・6位は自動降格および入替戦の可能性がある（参入希望チームの数によって変動する）。

### 2018年以前
前年度四国4県の女子サッカーリーグ（香川、徳島、愛媛、高知）優勝クラブの合計4チームが参加する。開催形式は2回戦総当たり制で、各節ごとに1チームのホームスタジアムに全チームが集まって試合を行う。
2013年から2014年は所属チームが6チームに増加、試合数も6から10へと増加した。2015年・2016年は4チーム制に戻り、3日間集中開催の集中開催方式となって皇后杯全日本女子サッカー選手権大会の四国予選を兼ねるようになった。2017年より通年開催に戻っている。

## 参加クラブ（2024年度）
- 四国学院大学香川西高校（香川）
- 愛媛FCレディースMIKAN （愛媛）
- 鳴門渦潮高校（徳島）
- 徳島文理大学（徳島）
- 高知学園高知高校（高知）
- Arancio Giocare Fiore（高知）

## 優勝クラブ
- 2004年 リベルタ徳島FC
- 2005年 高知JFC.ROSA
- 2006年 鳴門ポラリスLFC[1]
- 2007年 Kochi ganador FC[2]
- 2008年 Kochi ganador FC[3]
- 2009年 ブッチギリFC[4]
- 2010年 ブッチギリFC[5]
- 2011年 愛媛FCレディース[6]
- 2012年 高知JFC.ROSA[7]
- 2013年 Kochi ganador FC
- 2014年 Kochi ganador FC[8]
- 2015年 四国大学[9]
- 2016年 四国学院大学[10]
- 2017年 四国学院大学香川西高校
- 2018年 四国学院大学香川西高校
- 2019年 FC今治レディース
- 2020年 FC今治レディース
- 2021年 FC今治レディース[11]
- 2022年 FC今治レディース[12]
- 2023年 FC今治レディース[13]